# Wyant Group Raceway
Le Wyant Group Raceway (anciennement dénommé l'Auto Clearing Motor Speedway ou le Bridge City Speedway) est un circuit automobile ovale de 1/3 mile situé à Saskatoon en Saskatchewan (Canada). 
La NASCAR Pinty's Series s'y produit chaque année depuis 2009.

## Vainqueurs des courses Nascar Canadian Tire
- 29 juillet 2009 Scott Steckly
- 4 août 2010 D.J. Kennington
- 27 juillet 2011 Pete Shepherd, III
- 25 juillet 2012 D.J. Kennington
- 17 juillet 2013 Scott Steckly
- 16 juillet 2014 Louis-Philippe Dumoulin
- 15 juillet 2015 Scott Steckly